# Char de la navigation

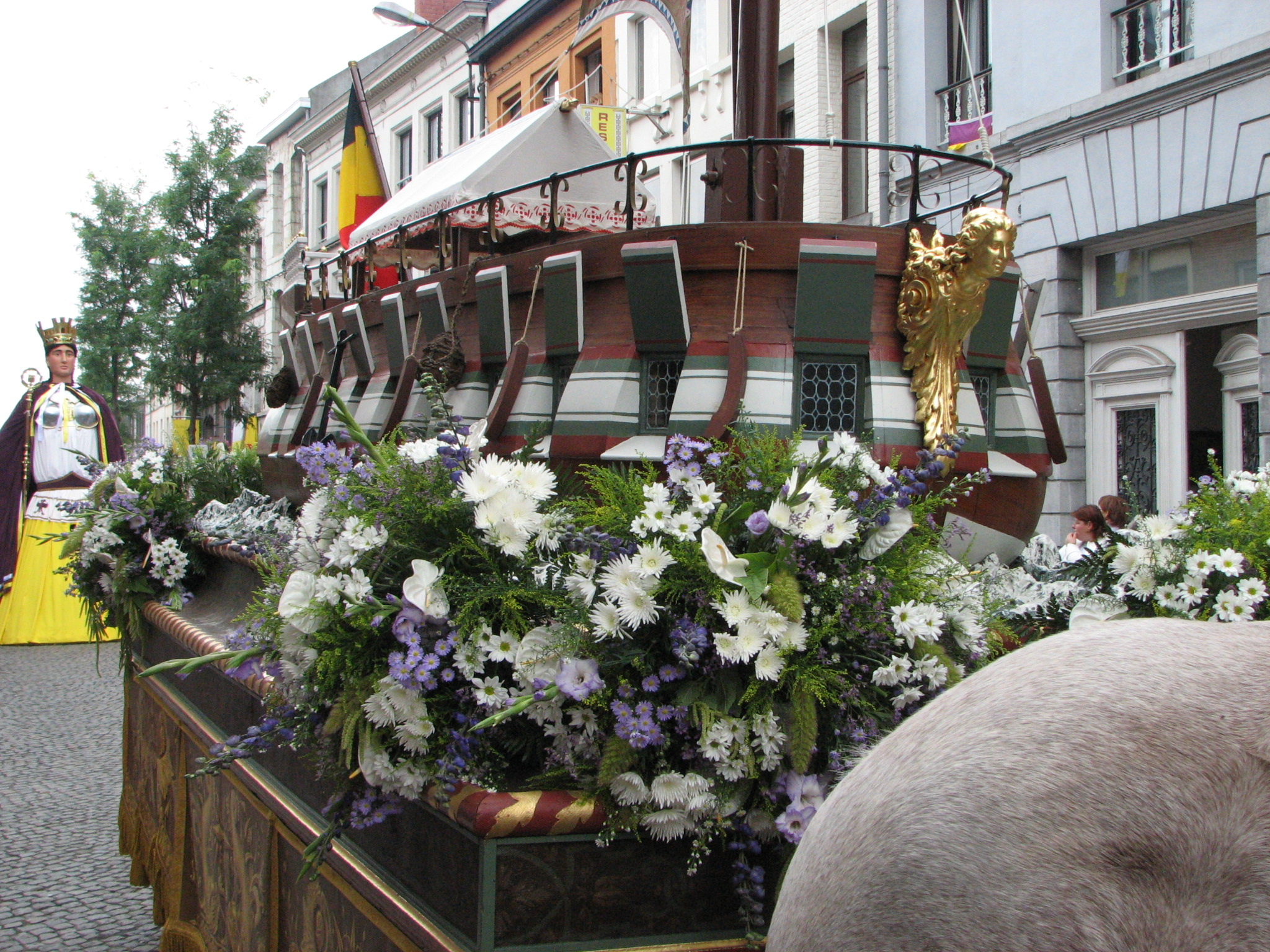

Le char de la Navigation est un char du cortège dominical de la Ducasse d'Ath.
Ce char figurait, en 1885, au cortège des moyens de transport organisé à l'occasion du 50e anniversaire des chemins de fer. 
Unique char sans figurants, il évoque une barge qui assurait la liaison entre Bruges et Gand au XVIe siècle.